# Науки о жизни
Науки о жизни (от англ. life sciences; бионауки) — крупный раздел и структурная единица естествознания, мультидисциплинарное комплексное направление, основанное на изучении живых организмов и их природных связях. Группа знаний, принятая в современной международной классификации наук и в наукометрии.
Общее определение наук о жизни — это изучение живых организмов и жизненных процессов.

## Описание
Науки, изучающие жизнь как природное тело.
Биология является центральным элементом наук о жизни, к ним также относятся медицинские и технологические достижения в области молекулярной биологии, биохимии и биотехнологии и другие междисциплинарные области изучающие жизнь.
Многие современные исследовательские и образовательные институты (кафедры и лаборатории), которые занимаются биологическими проблемами, называли себя биологией, в последние годы трактуют свою деятельность расширительно — используя словосочетание «науки о жизни» и «бионауки».
В 1980-х годах науки о жизни занимали первое место по объёму финансирования среди других областей фундаментальной науки в США.

## История в России
В 2014 году в России науки о жизни включены в список приоритетных направлений развития науки и технологий до 2030 года
В 2015 году для структурирования науки в России Федеральное агентство научных организаций разделило все науки на четыре секции:
1. Математические, физические, компьютерные и технические науки
2. Химические науки
3. Науки о жизни — биологические и медицинские науки
4. Науки об окружающей среде — науки о Земле, экология и другие.

## Основные направления
- Биология (все разделы), общая биология, астробиология, палеонтология
- Медицина, биомедицина, анатомия, физиология, гистология, генетика
- Сельское хозяйство, генная инженерия, синтетическая биология
- Системная биология, экология, этология
- Биохимия, токсикология, энзимология
- Биофизика, квантовая биология, биотехнологии
- математическая биология, биоинформатика

и многие прочие смежные бионауки.

## Научные журналы
Специализированные издания:
- Доклады Российской академии наук. Науки о жизни[6]
- European Journal of Biomedical and Life Sciences
- History and Philosophy of the Life Sciences
- Life Sciences[7]

## Премии и награды
Основные премии и награды в области изучения наук о жизни:
- Медаль Габора
- Премия Уайли